# Saint-Fons
Saint-Fons là một xã thuộc tỉnh Rhône trong vùng Rhône-Alpes phía đông nước Pháp. Xã này nằm ở khu vực có độ cao trung bình 165 mét trên mực nước biển.